# Manta (Ecuador)
Manta, también conocida como San Pablo de Manta, es una ciudad ecuatoriana; cabecera del cantón homónimo, así como la urbe más grande y poblada de la Provincia de Manabí. Se localiza en la costa del océano Pacífico, al centro de la región litoral del Ecuador, a una altitud de 6 m s. n. m. y con un clima árido cálido de 25,5 °C en promedio.
En el censo de 2022 tenía una población de 258 697 habitantes, lo que la convierte en la séptima ciudad más poblada del país. La ciudad es el núcleo del área metropolitana de Manabí Centro, junto con la capital provincial, Portoviejo; la conurbación está constituida además por ciudades y parroquias rurales cercanas. El conglomerado alberga a 790 960 habitantes, y ocupa la cuarta posición entre las conurbaciones del Ecuador.
Fue fundada en 1534 por Francisco Pacheco, pero es a inicios del siglo XX, debido a su ubicación geográfica, que la posicionó como uno de los principales puertos del país, cuando presenta un acelerado crecimiento demográfico hasta establecer un gran poblado urbano, que sería posteriormente, uno de los principales núcleos urbanos de la nación. Es uno de los más importantes centros económicos, industriales, financieros y comerciales del Ecuador. Las actividades principales de la ciudad son el comercio y la industria pesquera, donde sobresale la pesca del atún; también destacan empresas de aceites vegetales y maquiladoras.

## Historia

### Era Precolombina
El conquistador Pedro Pizarro describió a Jocay como «una ciudad muy grande, en la que se llegaba al templo por una gran avenida, a cuyos lados se levantaban estatuas de hasta 2.5 metros de altura, construidas en piedra, que representaban a sus jefes y sacerdotes, desnudos de cuerpo, por lo cual los conquistadores españoles las destruyeron”. Manta fue asentamiento de la cultura Manteña, en los años 500 a 1526 después de Cristo. Los aborígenes llamaron al lugar Jocay, que en lengua manteña significa «casa de los peces”.
El hombre de esta tribu se caracterizaba por tener la nariz aguileña, que era perforada para ponerse narigueras, también se perforaban las orejas para adornarlas con orejeras. Se hacían deformaciones craneanas fronto-occipitales. Entre sus principales actividades destacan la agricultura, habiéndose encontrado terrazas agrícolas en los cerros de Hojas y Jupe. También se dedicaron a la caza de venados, saínos, llamas, patos y al comercio. Se han encontrado gran cantidad de conchas, que fueron usadas para la fabricación de anzuelos y adornos. La mujer se dedicaba al cultivo del maíz, yuca, fréjoles, papa, ají, zapallo, maní y a la elaboración de cerámicas. La antigua Jocay, según Marshall Saville, se extendió varios kilómetros por la orilla del Océano Pacífico. Numerosas ruinas de casas y templos se encuentran en los Cerros Jaboncillo, Hojas y Bravo, lo que indica una población numerosa.
Los Mantas fueron politeístas. Cieza de León atestigua una gran religiosidad. Hacían sacrificios humanos y quemaban incienso en sus templos. Tenían una diosa con poderes curativos, era una esmeralda del tamaño de un huevo de avestruz a la que llamaban «Umiña», y le ofrecían esmeraldas menores para recibir de ella salud. Se presume que tenían una diosa de la fertilidad, la que se encuentra representada en numerosas estelas de piedra, sellos y otras piezas de cerámica, llamada por los científicos «Venus de los Cerros”.

### San Pablo de Manta

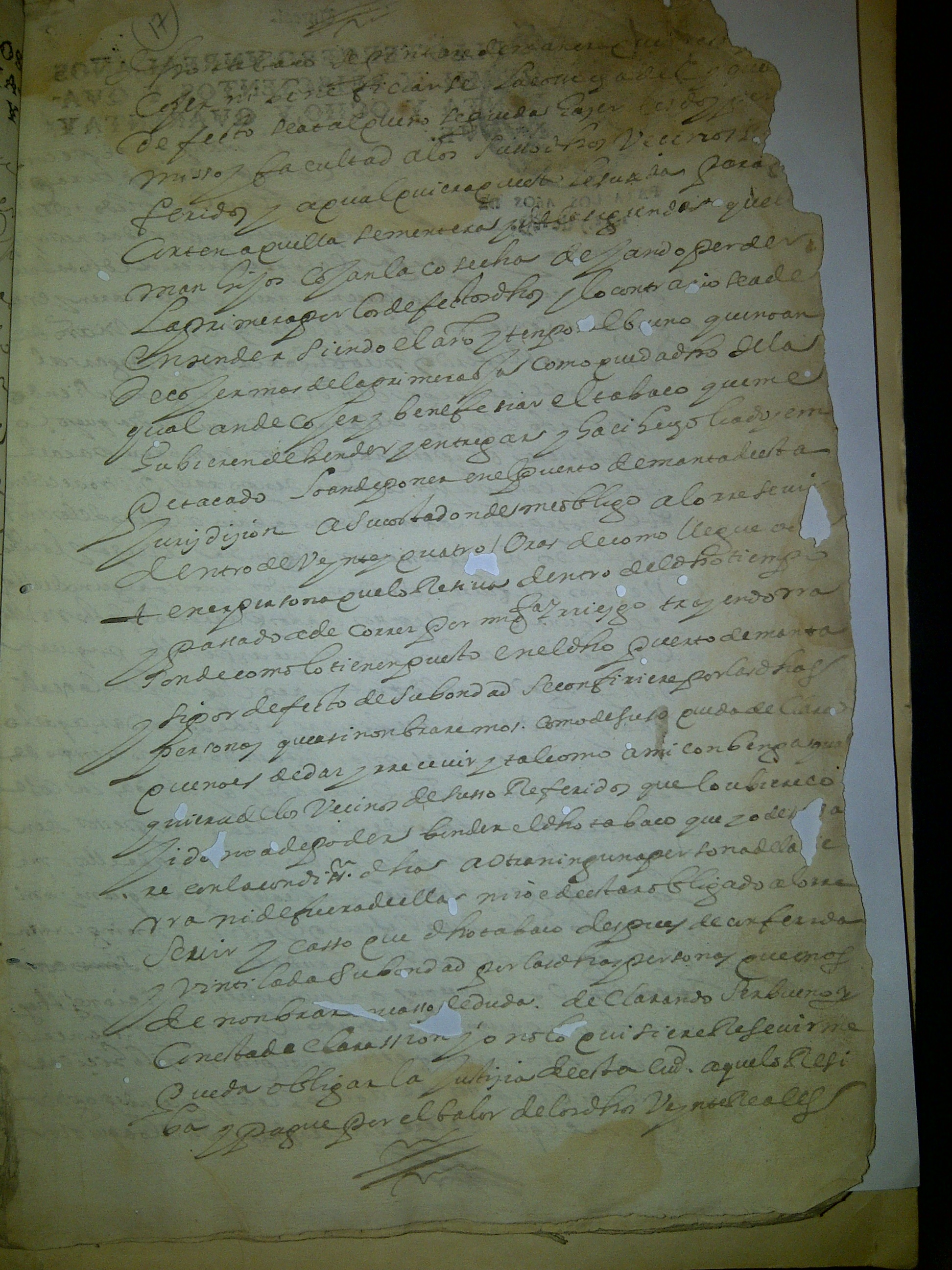
Escritura de contrato que contiene la participación de los Capitulares de San Gregorio de Puerto Viejo en la primera mitad del hacia 1655 para llevar manojos de tabaco liados por el puerto de Manta.

En febrero de 1534 llegó al puerto de Manta la expedición comandada por Pedro de Alvarado. El grupo estaba integrado por 11 barcos, 450 hombres y algunas mujeres, el sacerdote Fray Jadoco Ricke, aborígenes centroamericanos y se dice que unos 200 caballos. Alvarado incendió, saqueó el poblado y tomó como prisionero al jefe de la tribu, Lligua Tohalli y a otros indios, porque no encontró la Umiña y los tesoros que se decían existían en este lugar. El jefe Lligua Tohalli fue ahorcado camino a Paján. Se dice que Manta fue fundada en 1563 por el presidente Hernando de Santillán de la Real Audiencia de Quito, quien ordenó que se la fundara con el nombre de San Pablo de Manta. Esta localidad fue el puerto escogido por Charles Marie de la Condamine en su llegada a Ecuador cuando lideró la misión geodésica francesa, con el fin de medir con exactitud la localidad de la línea equinoccial en 1735. De este puerto Condamine siguió su camino hacia Quito. Sobre Manta, Charles Marie de la Condamine expresó lo siguiente:

Nos quedamos solos en Manta M. Bouguer y yo. Nos proponíamos observar el equinoccio por un nuevo método de M. Bouguer, reconocer el punto por donde pasaba el ecuador, fijar, por la observación del eclipse de luna del 26 de marzo, la longitud, totalmente desconocida, de esta costa, la más occidental de la América meridional, y examinar el país adonde nuestras operaciones de la medición del ecuador debían conducirnos. Otros motivos se unían a estos primeros propósitos: queríamos buscar en las playas de la costa un terreno cómodo para las mediciones, y apto para servir de base a nuestras determinaciones geométricas: no debíamos desperdiciar la ocasión de observar las refracciones atmosféricas de la zona tórrida aprovechando la vista del horizonte del mar, del que pronto nos íbamos a alejar en un país de montañas. Por último, era muy a propósito hacer la experiencia del péndulo de segundos al nivel del mar y en plena línea equinoccial. Todo ello se ejecutó, aproximadamente, en menos de un mes. M. Bouguer se ocupó sobre todo en el examen de las refracciones que había comenzado en el Petit Gouave; y como no había podido desembarcar el cuadrante que le estaba destinado, le dejé usar el de pie de radio, y de que yo era depositario. Determiné el punto de la costa en que está cortada por el ecuador: es una punta llamada Palmar, donde grabé sobre la roca más saliente una inscripción para utilidad de los marinos… Al desembarcar en Manta se nos había advertido que nos cuidásemos de las serpientes, que son muy frecuentadas y peligrosas. La primera noche que dormimos en tierra, vi una suspendida en una de las vigas de la cabaña de juncos donde habíamos extendido nuestras hamacas: no hacen daño, con tal que no se las toque. Los indios, que andan descalzos, son los que corren el mayor riesgo.
Charles Marie de la Condamine

### Viaje de William Dampier
En 1684 William Dampier visita cabo San Lorenzo, Isla de la Plata y Manta, describiendo a Manta como una pequeña india, distante de la isla Plata 7 u 8 leguas. Se encuentra ventajosamente emplazado, construyéndose en una pequeña subida, que hace una perspectiva muy bonita el mar; hay algunas chozas indias pobres dispersas. Hay una muy bonita iglesia, adornada con una gran cantidad de tallados. Antiguamente, era una habitación para los españoles, pero todos ellos se fueron. El terreno sobre el que está construido es seco y arenoso, y lleva sólo unos pocos árboles achaparrados. Este es el primer asentamiento que los buques pueden tocar cuando vienen de Panamá con destino a Lima, o cualquier otro puerto en Perú. La tierra, por ser seca y arenosa, no es apta para producir cultivos de maíz; que es la razón por la que no se planta nada. Hay un manantial de agua de buena calidad entre el pueblo y el mar.

### El histórico camino colonial de Manta a Puerto Viejo en 1546
Todas las ciudades fundada alrededor de franjas costaneras como Portoviejo nunca debían ubicarse en situaciones exactas colindantes al mar sino más bien entrometidas en un valle adyacentes a un puerto seguro. Siguiendo esta premisa histórica al igual que las articulaciones urbanas entre el Callao con Lima, el de la Isla Puná con Guayaquil, el de Paita a Piura, el de Buenaventura con Cali comprueba que el eje desde Manta a Portoviejo era la entrada y salida oficial de todos los productos que salían de la Tenencia de Puerto Viejo. 

HERNÁN PÉREZ VECINO DE PUERTO VIEJO TIENE EL PRIVILEGIO DE SU ALTEZA DE CONSTRUIR CASAS DE ALOJAMIENTO PARA LOS PASAJEROS QUE LLEVAN MERCADERIAS Y TRAJINAN BASTIMENTOS DESDE EL PUERTO DE MANTA HASTA LA DICHA CIUDAD Y LLEGAN DE OTRAS PARTES. 
Licençiado de la Gasca del Consejo de la Santa y General Ynquisiçión y Presydente de la abdiencia Real de las provincias del Perú. Hernán Pérez Vezino de la Cibdad de Puerto Viejo me a hecho relación que desde el puerto de Manta que es el primer que se (va) construyendo dende para más las provinçias del Perú a estado desta población la dicha çibdad de Puerto Viejo fyrme ves diez leguas de camino todo del poblado e que muchos homes nabengantes e pasajeros que van desde el dicho puerto por ser como es despoblado y los dichos camynos y pasajeros que los yerros enteros padecen gran adversidad e trabajos e que a así vido salir españoles de la una parte a la otra y no por él van más que los indios de los otros a los matar en un yerro de montaña que está por el dicho camyno e que para se remediar convenía que en la dicha tyerra sirvyese una casa poblada donde los dichos pasajeros y homes que caminasen de la una parte / a la otra e pudiesen recoger e albergarse de noche (en posada) y que (no) le parece (esto vaya) contra (leyes) de Su Magestad y para que no se escapen los dichos endios quysiere hazer la dicha casa y ansé suplicó le mandase dar le pagallen ( la renta dello); lo que en las horas que la parte que pareciere que conviene avyendonos servido de le mandar dar algunos salarios la podáis mejor sustener e como la mi merced fuese, lo que visto por los del Consejo de las Yndias de Su Magestad fue acordado que deya manda ordenes desta merced dan en partes vos e yo tovelo por byen e porque vos mando que veays lo susodicho proveays acerca dello lo que convenga y icieredes lo que más conviene, fecha en la Villa de Madrid a veynte e seys días del mes de Febrero de myll e quinientos e quarenta y seys años. Yo, el Pryncipe . Refrendada de Samano y señalada del Cardenal de Sevilla y de los dichos Gutierrez Velásquez y Gregorio Lopez y Salmeron y el Dotor Hernán Pérez. El Príncipe.
Archivo General de Indias/LIMA,566,L.5,F.196R-196V

### Cantonización
Manta fue parroquia de Montecristi por muchos años. La idea de cantonización surgió, un 8 de julio de 1922 se pensó en firme con la integración del primer comité. Las gestiones se iniciaron con Ascario  Paz Bonilla y Wilfrido Loor Moreira, como abogado consultor del proyecto. Entonces el puerto de Manta contaba con 12 agencias navieras, de compañías nacionales y extranjeras, 2 bancos, 17 casas importadoras, 44 embarcaciones menores y el censo de población, el 18 de junio de 1922 era de 4161 habitantes.
El proyecto de cantonización contemplaba como parroquias a Manta, La Ensenada y San Lorenzo. El 30 de agosto de 1922 se presentó ante la Cámara de Diputados el proyecto de cantonización de Manta. El 7 de septiembre fue aprobado y pasó al Senado. El 22 de septiembre se aprobó en tercera discusión en el Senado y pasó al Ejecutivo para su sanción, que fue autorizada por José Luis Tamayo, primer magistrado de la nación, a las 17h00 del 29 de septiembre de 1922.
Participaron arduamente en la lucha por la cantonización: Luis Cantos, Carlos Klaschen, Ascario Paz, Antonio Hanze, Pedro Elio Cevallos, Efraín Alava, Ramón Miranda Alarcón, Pablo Delgado Pinto, Celio Ripalda, Luis Alfonso Moreno, Ricardo Delgado Pinto, Carlos Caravedo y Barreiro, José Adolfo Farfán, José Braulio Escobar y Luis Camacho. Sin embargo, se dice que por las condiciones de aquella época, la noticia de la cantonización no fue oficializada a los mantenenses sino hasta el 4 de noviembre del mismo año, razón por la que esta última fecha es la que cada año celebran los ciudadanos como la fecha de cantonización.

## Geografía

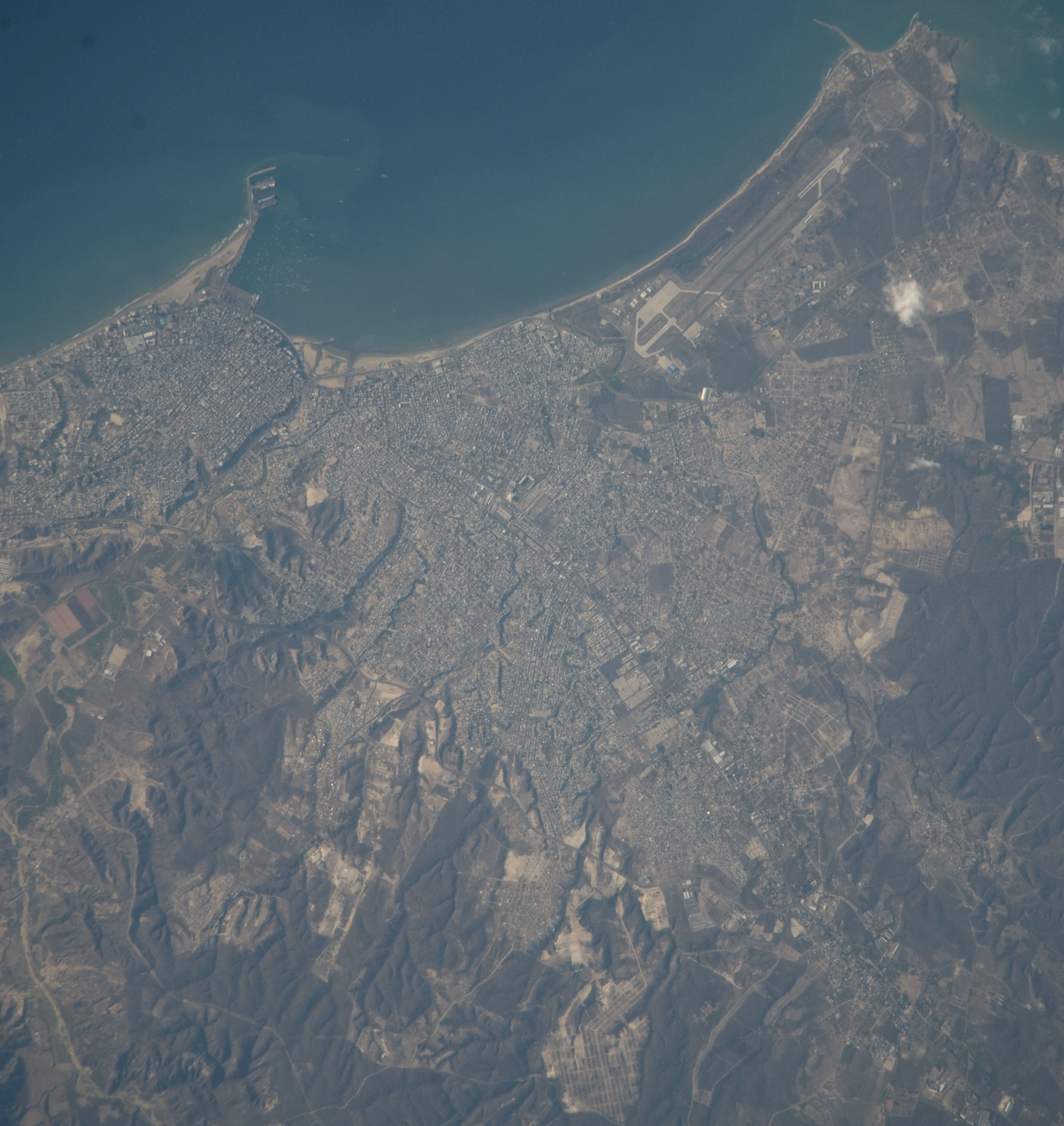
Vista aérea de la ciudad de Manta.

La ciudad se ubica en la parte occidental de la Provincia de Manabí, en la bahía de Manta, en la Costa Centro - Sur del Ecuador. Esta zona, por influencia directa de la Corriente Fría de Humboldt la mayor parte del año, es muy seca y las lluvias son sumamente escasas, ya que solo llueve entre 150 a 250 mm³ anuales. La orografía del cantón y la ciudad son sumamente irregulares y accidentadas, ya que su altitud promedio en todo el cantón es de entre 6 y los 400 m s. n. m., en donde la parte más baja es el perfil costanero y la parte más alta está ubicado en pleno centro del cantón, precisamente en el Bosque Húmedo de Pacoche ubicado a una altitud de 400 metros sobre el nivel del mar.
El terreno donde se asienta la ciudad de Manta no es plano ni a nivel del mar como erróneamente se publica en algunas páginas web de promoción turística de la ciudad, al contrario, la ciudad está ubicada en una altiplanicie cuya altura varía de acuerdo al sector o barrio que se visite. La ciudad de Manta, por su accidentada geografía, se divide en 2 partes: Manta Bajo y Manta Alto.
Manta Bajo lo conforman aquellos barrios ubicados a una altura comprendida entre los 6 y 40 m s. n. m., y Manta Alto lo conforman los barrios comprendidos cuya altura estén entre los 45 y 120 m s. n. m., en donde los barrios más bajos de Manta son: Los Esteros y Tarqui; y los barrios más altos de Manta son: Urbirríos 1 y 2, La Revancha, Cuba, Circunvalación, Las Cumbres, 20 de Mayo, entre otros.
Dentro de la ciudad se pueden encontrar calles de todo tipo, pero en su mayoría, sus calles están construidas en empinadas y difíciles curvas y ubicadas entre cerros y lomas, por lo que se corrobora a simple vista que el suelo mantense no es plano como se dice por error, sino que más bien es muy irregular y accidentado, y es gracias a este factor geográfico que favorece e incide enormemente en el clima de la ciudad.
El Bosque Húmedo de Pacoche, ubicado a 25 km desde la ciudad de Manta, es el lugar más alto del cantón Manta pero también es el único lugar del cantón con clima subtropical húmedo y es por esta característica que la hace un lugar único en el cantón, ya que aquí se presentan lluvias y neblinas casi todo el año, su altura es de 400 m s. n. m., posee un clima templado húmedo y es el único lugar del cantón que posee abundante vegetación e interesante flora y fauna que normalmente solo pueden encontrarse en bosques con climas húmedos o en las estribaciones de la Cordillera de los Andes. El Bosque Húmedo de Pacoche es otro de los lugares turísticos que tiene el cantón Manta y que es visitada por turistas nacionales y extranjeros atraídos por la belleza de su paisaje y lo agradable de su clima. Aquí se encuentra el Refugio de Vida Silvestre y Marino Costera Pacoche.
- Superficie del área urbana de la ciudad de Manta: 60 kilómetros cuadrados

### Clima
A diferencia del resto de la Costa ecuatoriana cuyo clima es sumamente caluroso, lluvioso y húmedo por excelencia, el clima de Manta es muy diferente, ya que por su privilegiada ubicación geográfica en el Centro - Sur del Ecuador hay factores que suavizan y modifican el clima de la ciudad y el cantón y lo hacen mucho más agradable en relación con el resto de la Costa.
Uno de esos factores principales es la influencia directa de la Corriente Fría de Humboldt que hace su presencia en Manta la mayor parte del año, por lo que debido a la fuerte influencia de esta corriente marina, Manta se caracteriza por tener un clima subtropical a templado marítimo y muy agradable la mayor parte del año, y que por acción de esta misma corriente la hace también un lugar sumamente seco, árido y desértico, ya que del 100% Manta solo recibe un 15% de su totalidad de pluviosidad anual, estas son sumamente escasas y solo llueve entre 150 a 250 mm anuales, en relación con el resto de la Costa que llueve hasta 2500 mm anuales, y las primeras lluvias de consideración se presentan en Manta a finales de enero y finalizan la primera semana de abril, en donde los meses más lluviosos son febrero y marzo.
Sus temperaturas, como en todas las ciudades ubicadas en la cercanía del ecuador terrestre, promedian entre los 26 °C y 31 °C como máximo y entre 15 °C y 19 °C como mínimo. Su precipitación anual baja y su rango térmico delatan la fuerte influencia de la anomalía térmica causada por la Corriente Fría de Humboldt proveniente de la Antártida, la cual con un volumen de agua alrededor de entre 5 a 6 veces el del río Amazonas moldea gran parte del clima de la provincia de Manabí y de la Costa del Pacífico del Ecuador, así como de la región insular de Galápagos.
En la Costa ecuatoriana, y por acción directa de la Corriente Fría de Humboldt solo 4 ciudades gozan de este tipo de clima subtropical y templado marítimo: Manta, Salinas, Santa Elena y Puerto López. Tal y como es el caso de la Costa ecuatoriana, aquí también hay dos estaciones climáticas: invierno y verano.
La época de transición climática o «cambio de clima» de invierno a verano en Manta se presenta en la última semana de abril, y el cambio de estación de verano a invierno se presenta en la semana final de diciembre en vísperas de Navidad y Año Nuevo, en las que la característica principal de un cambio de estación climática en la ciudad es que sus días y noches son totalmente despejados y el clima es sumamente variable en el día y algo frío y ventoso en la noche.
No siempre el invierno o verano en Manta son iguales todos los años, ya que estos siempre se verán modificados o afectados por factores climáticos como: el Fenómeno El Niño, el Fenómeno La Niña o alteraciones oceánicas de la misma Corriente de Humboldt, tal es el caso del año 2013 que Manta tuvo un cortísimo invierno de apenas 2 meses debido a una anomalía en la Corriente de Humboldt que enfrió el mar hasta los 18 °C y el frío empezó a hacer su presencia en la ciudad desde abril y finalizó entrando a diciembre, afectando la salud respiratoria de sus habitantes en ese año, ya que la temperatura mínima llegó hasta los 15 °C.
Otro factor que también favorece al clima de Manta es la orografía irregular en donde se asienta la ciudad, ya que Manta no está ubicada en un suelo plano y a nivel del mar como erróneamente se cree y se difunde en muchas páginas de internet y en ciertos servicios turísticos, al contrario, la ciudad está asentada en una especie de altiplanicie cuya altura oscila entre los 12 y 120 m s. n. m., en donde la zona más alta es la parte sur de la ciudad con una altura entre los 60 y 120 m s. n. m., en segundo lugar la mayor parte de la ciudad se sitúa entre los 25 a 60 m s. n. m., y en tercer lugar el perfil costanero con una altitud de entre 7 y 15 m s. n. m.
La proximidad al Bosque Húmedo de Pacoche, ubicado a 25 km desde la ciudad y a una altitud de 400 m s. n. m., también influye en el clima de Manta.

#### Invierno
Es la época lluviosa y calurosa (de enero a abril). Al igual que el resto de la Costa, es inicio de las vacaciones, la temporada playera y del Carnaval, en donde sus habitantes y turistas nacionales y extranjeros acuden masivamente a los balnearios y las playas, ya que en invierno la temperatura máxima en Manta se da dependiendo de las condiciones climáticas presentadas en el día, ya que si se está despejado es de 30 °C a 31 °C y si está nublado la temperatura es de 26 °C, y la mínima depende mucho de las condiciones, ya que si llueve la temperatura baja a 20 °C y en un día sin lluvias la mínima es de 22 °C.
El invierno en Manta se caracteriza por ser sumamente impredecible y variable, ya que hay días en que se puede contar con brillo solar y otros con días muy nublados, y estos cambios se dan de manera alternada, aunque hay veces que el clima varía bruscamente de soleado a nublado y lluvioso o viceversa, y los vientos son de baja velocidad a escasos, salvo los días lluviosos donde estos son algo fuertes. Vale la pena recalcar que en un invierno normal las lluvias en Manta son de mediana a moderada intensidad y marzo es el mes que más llueve con intensidad en la ciudad. Para esta temporada de invierno es preferible venir a la ciudad con ropa ligera y adecuada a la temporada, y usar impermeables en días de lluvia. La temperatura superficial del mar en invierno es de 25 °C.

#### Verano
Es la época seca y fría (de mayo a diciembre). Esta estación es la opuesta al invierno, ya que a diferencia del invierno que es cálido y lluvioso, el verano en Manta es frío, agradable, muy seco y con escasez de lluvias. En verano la temperatura máxima y mínima dependen mucho de cómo se presente el día, ya que en un día despejado la máxima suele ser de 25 °C a 27 °C y en un día nublado la máxima es de 23 °C; y la temperatura mínima en la ciudad es entre 16 °C y 17 °C.
El verano en Manta se caracteriza por ser también impredecible y muy variable, ya que la mayor parte del verano los días pasan muy nublados, fríos y con mucho viento, aunque también hay brillo solar pero no de la misma intensidad como en el invierno. A diferencia del invierno que no hay mucho viento, en verano los vientos son a diario y son fuertes y fríos, ya que por acción del viento la sensación térmica disminuye y se da una sensación de frío intenso. Una característica principal de los veranos en Manta es lo brusco al momento de cambiar su temperatura, ya que si al mediodía se cuenta con brillo solar, a la media tarde el cielo vuelve a nublarse, los vientos aumentan su fuerza y el ambiente se enfría rápida y bruscamente, afectando la salud respiratoria en la población, por lo que esta época es apropiada para usar atuendos abrigados especialmente a media tarde, las noches, madrugadas y mañanas, aunque es común en esta época del año ver entre sus habitantes a gente con atuendos abrigados, y a medida que se va subiendo a los barrios más altos de la ciudad, el frío y los vientos son más intensos. En el verano, también suelen presentarse lloviznas aisladas en la ciudad especialmente en agosto, septiembre y octubre. Vale la pena añadir que en Manta en tiempos de verano se presentan neblinas, nieblas, brumas, etc. especialmente en horas de la noche, madrugadas y muy temprano en la mañana.
Para esta temporada de verano es preferible venir a la ciudad con atuendos abrigados, ya que los días pasan fríos y también para evitar complicaciones respiratorias producto de los fuertes vientos y el descenso brusco de la temperatura. Se pueden visitar las playas, pero lo recomendable es que se lo debe hacer en horas centrales del día y en días despejados, y no en días fríos, nublados o con mucho viento. La temperatura superficial del mar en verano es entre 18 °C a 21 °C.
| Parámetros climáticos promedio de Manta, Ecuador  | Parámetros climáticos promedio de Manta, Ecuador | Parámetros climáticos promedio de Manta, Ecuador | Parámetros climáticos promedio de Manta, Ecuador | Parámetros climáticos promedio de Manta, Ecuador | Parámetros climáticos promedio de Manta, Ecuador | Parámetros climáticos promedio de Manta, Ecuador | Parámetros climáticos promedio de Manta, Ecuador | Parámetros climáticos promedio de Manta, Ecuador | Parámetros climáticos promedio de Manta, Ecuador | Parámetros climáticos promedio de Manta, Ecuador | Parámetros climáticos promedio de Manta, Ecuador | Parámetros climáticos promedio de Manta, Ecuador | Parámetros climáticos promedio de Manta, Ecuador |
| Mes                                               | Ene.                                             | Feb.                                             | Mar.                                             | Abr.                                             | May.                                             | Jun.                                             | Jul.                                             | Ago.                                             | Sep.                                             | Oct.                                             | Nov.                                             | Dic.                                             | Anual                                            |
| ------------------------------------------------- | ------------------------------------------------ | ------------------------------------------------ | ------------------------------------------------ | ------------------------------------------------ | ------------------------------------------------ | ------------------------------------------------ | ------------------------------------------------ | ------------------------------------------------ | ------------------------------------------------ | ------------------------------------------------ | ------------------------------------------------ | ------------------------------------------------ | ------------------------------------------------ |
| Temp. máx. abs. (°C)                              | 35.0                                             | 34.4                                             | 34.4                                             | 35.6                                             | 34.4                                             | 35.0                                             | 35.0                                             | 35.6                                             | 32.8                                             | 33.3                                             | 32.2                                             | 32.2                                             | 35.6                                             |
| Temp. máx. media (°C)                             | 30.0                                             | 30.0                                             | 30.6                                             | 30.6                                             | 30.6                                             | 29.4                                             | 28.9                                             | 29.4                                             | 28.9                                             | 28.9                                             | 29.4                                             | 29.4                                             | 29.7                                             |
| Temp. media (°C)                                  | 26.3                                             | 26.4                                             | 26.4                                             | 26.3                                             | 26.1                                             | 25.3                                             | 24.8                                             | 24.5                                             | 24.6                                             | 24.6                                             | 24.8                                             | 25.7                                             | 25.5                                             |
| Temp. mín. media (°C)                             | 22.2                                             | 22.2                                             | 22.2                                             | 22.2                                             | 21.7                                             | 21.1                                             | 20.6                                             | 20.0                                             | 20.0                                             | 20.0                                             | 20.6                                             | 21.1                                             | 21.2                                             |
| Temp. mín. abs. (°C)                              | 17.2                                             | 17.2                                             | 13.0                                             | 17.2                                             | 17.2                                             | 13.3                                             | 16.1                                             | 15.0                                             | 15.0                                             | 14.4                                             | 15.6                                             | 15.6                                             | 13.0                                             |
| Precipitación total (mm)                          | 40.6                                             | 96.5                                             | 68.6                                             | 25.4                                             | 2.5                                              | 5.1                                              | 5.1                                              | 0.8                                              | 0.8                                              | 0.8                                              | 2.5                                              | 5.1                                              | 253.8                                            |
| Días de precipitaciones (≥ 1.0 mm)                | 5                                                | 7                                                | 6                                                | 4                                                | 1                                                | 1                                                | 1                                                | 0                                                | 0                                                | 0                                                | 1                                                | 1                                                | 27                                               |
| Horas de sol                                      | 115                                              | 120                                              | 150                                              | 155                                              | 135                                              | 95                                               | 95                                               | 95                                               | 90                                               | 85                                               | 90                                               | 100                                              | 1325                                             |
| Humedad relativa (%)                              | 78                                               | 82                                               | 83                                               | 81                                               | 79                                               | 80                                               | 80                                               | 80                                               | 80                                               | 79                                               | 79                                               | 77                                               | 79.8                                             |
| Fuente n.º 1: World Climate Guide (sunshine only) |                                                  |                                                  |                                                  |                                                  |                                                  |                                                  |                                                  |                                                  |                                                  |                                                  |                                                  |                                                  |                                                  |
| Fuente n.º 2: Climas y viajes                     |                                                  |                                                  |                                                  |                                                  |                                                  |                                                  |                                                  |                                                  |                                                  |                                                  |                                                  |                                                  |                                                  |

## Gobierno y política
Territorialmente, la ciudad de Manta está organizada en cinco parroquias urbanas, mientras que existen 2 parroquias rurales con las que complementa el aérea total del Cantón Manta. El término «parroquia» es usado en el Ecuador para referirse a territorios dentro de la división administrativa municipal.
La ciudad de y el cantón Manta, al igual que las demás localidades ecuatorianas, se rige por una municipalidad según lo previsto en la Constitución de la República. El Gobierno Autónomo Descentralizado Municipal de Manta, es una entidad de gobierno seccional que administra el cantón de forma autónoma al gobierno central. La municipalidad está organizada por la separación de poderes de carácter ejecutivo representado por el alcalde, y otro de carácter legislativo conformado por los miembros del concejo cantonal.
La Municipalidad de Manta, se rige principalmente sobre la base de lo estipulado en los artículos 253 y 264 de la Constitución Política de la República y en la Ley de Régimen Municipal en sus artículos 1 y 16, que establece la autonomía funcional, económica y administrativa de la Entidad.

### Alcaldía
El poder ejecutivo de la ciudad es desempeñado por un ciudadano con título de Alcalde del Cantón Manta, el cual es elegido por sufragio directo en una sola vuelta electoral sin fórmulas o binomios en las elecciones municipales. El vicealcalde no es elegido de la misma manera, ya que una vez instalado el Concejo Cantonal se elegirá entre los ediles un encargado para aquel cargo. El alcalde y el vicealcalde duran cuatro años en sus funciones, y en el caso del alcalde, tiene la opción de reelección inmediata o sucesiva. El alcalde es el máximo representante de la municipalidad y tiene voto dirimente en el concejo cantonal, mientras que el vicealcalde realiza las funciones del alcalde de modo suplente mientras no pueda ejercer sus funciones el alcalde titular.
El alcalde cuenta con su propio gabinete de administración municipal mediante múltiples direcciones de nivel de asesoría, de apoyo y operativo. Los encargados de aquellas direcciones municipales son designados por el propio alcalde. Actualmente, la alcaldesa de Manta es Marciana Valdivieso, tras el asesinato de Agustín Intriago, electo para el periodo 2023 - 2027. 

### Concejo cantonal
El poder legislativo de la ciudad es ejercido por el Concejo Municipal de Manta el cual es un pequeño parlamento unicameral que se constituye al igual que en los demás cantones mediante la disposición del artículo 253 de la Constitución Política Nacional. De acuerdo a lo establecido en la ley, la cantidad de miembros del concejo representa proporcionalmente a la población del cantón.
Manta posee 11 concejales, los cuales son elegidos mediante sufragio (Sistema D'Hondt) y duran en sus funciones cuatro años pudiendo ser reelegidos indefinidamente. De los once ediles, 10 representan a la población urbana mientras que uno representan a las 2 parroquias rurales. El alcalde y el vicealcalde presiden el concejo en sus sesiones. Al recién instalarse el concejo cantonal por primera vez los miembros eligen de entre ellos un designado para el cargo de vicealcalde de la ciudad.

### División política
El cantón se divide en parroquias que pueden ser urbanas o rurales y son representadas por los Gobiernos Parroquiales ante la Alcaldía de Manta. La urbe tiene 5 parroquias urbanas:
- Eloy Alfaro
- Los Esteros
- Manta
- San Mateo
- Tarqui

## Turismo

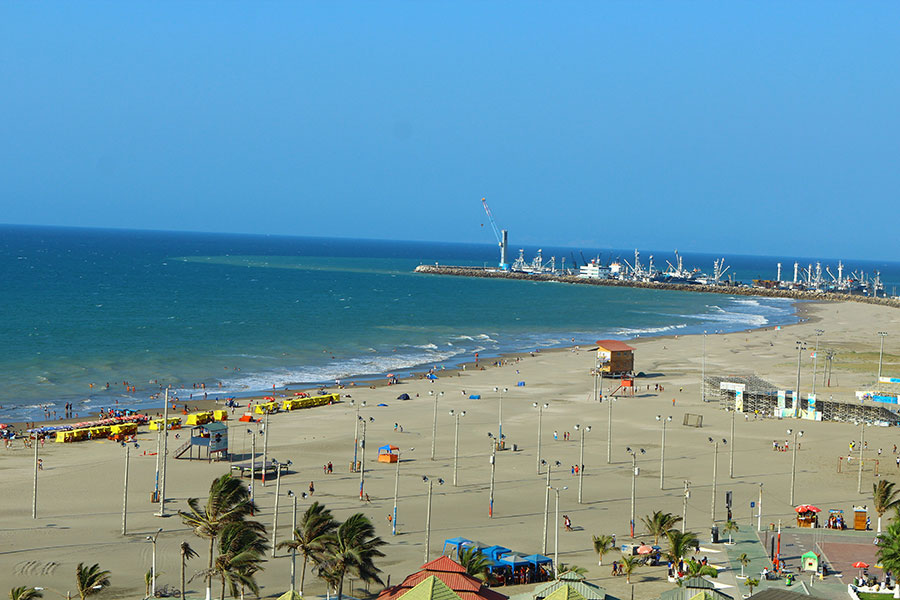
Playa »el murciélago».

Manta es visitada anualmente por turistas tanto extranjeros como    nacionales. Sus playas más frecuentadas son «Los Esteros», «Tarqui», «El Murciélago», «Barbasquillo», «San Lorenzo» y «Santa Marianita», «Liguiqui», «La Tiñosa», «San Mateo» y «Piedra Larga». Es conocida en el Ecuador por la vida nocturna de sus malecones del Murciélago y de Tarqui y más que nada la «zona rosa» como se le conoce a la calle «Flavio Reyes» y también en el lugar de reciente y creciente movimiento: «Plaza del Sol» y «Piedra Larga»; en todos estos lugares encontramos variados restaurantes y diversos sitios de diversión como karaokes, y discotecas. El turismo urbano presenta museos, centros comerciales, centros artesanales y la infraestructura de centros de diversión en la zona rosa.
Destaca la amabilidad y hospitalidad de su gente, lo que hace que este Cantón de la provincia de Manabí sea el preferido tanto por locales como extranjeros. Manta es conocida como el primer puerto atunero del mundo. Y como uno de los principales puertos de paso de cruceros de la costa americana del Pacífico.La ciudad es considerada el balneario más importante, popular y visitado del Ecuador, por sus hermosas y acogedoras playas, hoteles de primera categoría, clubes, bares, discotecas y centros deportivos para el turista. Entre los atractivos turísticos de Manta se destacan:

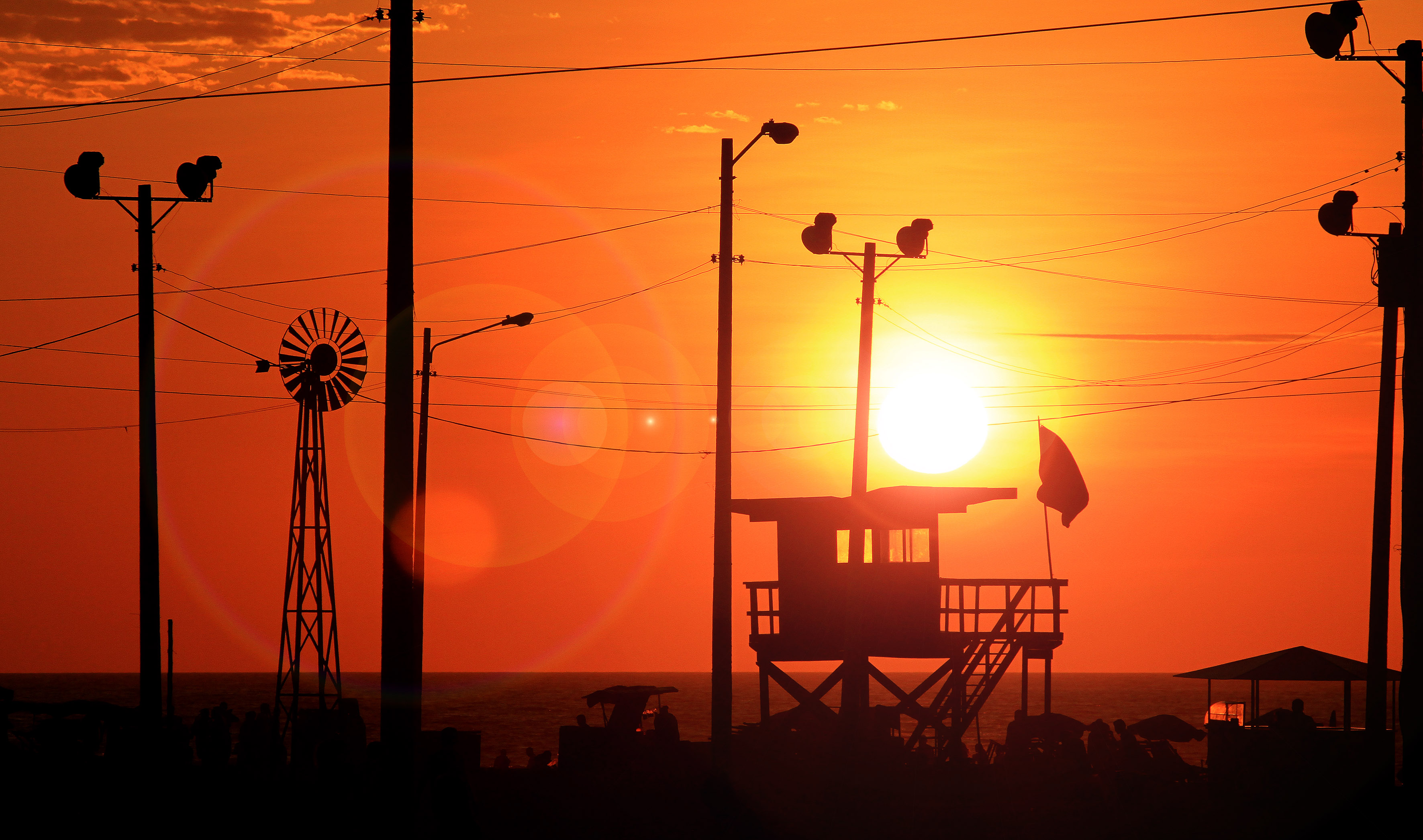
Caída del sol, frente a la playa del Murciélago.

- Playa «El Murciélago»: Tiene la forma parecida a un murciélago con las alas desplegadas, cuenta con aproximadamente 1700 metros de playa. Cuenta con restaurantes, áreas deportivas, mercados de artesanías, bares. Cerca de la playa existen numerosos hoteles, bancos y el área comercial de la ciudad.

## Demografía
Posee 271 145 habitantes en todo el cantón, centrándose en el área urbana de la ciudad del mismo nombre una población de 258 697 habitantes. Aunque bien en datos reales de población, se determina una aglomeración urbana y conurbación formada con las ciudades de Montecristi y Jaramijó, así con las áreas suburbanas de las mismas, con lo que Manta llega a tener una población real de 307 450 habitantes en la ciudad como tal. Además Manta es considerada parte de la Conurbación Manabí Centro que incluyen los cantones de Portoviejo, Manta, Montecristi, Santa Ana, Rocafuerte y Jaramijó que le dan una población total de 680 140 habitantes.

### Diversidad sexual
La diversidad sexual en Manta engloba las distintas manifestaciones de sexualidad y género de las poblaciones LGBT que han habitado la ciudad ecuatoriana de Manta a lo largo de su historia. De acuerdo al Censo de Población y Vivienda de Ecuador de 2022, Manta se ubica en la octava posición de entre las ciudades del país con mayor cantidad de personas abiertamente identificadas como LGBT.
Durante el siglo XX, las personas LGBT de Manta solían sufrir discriminación social y eran perseguidas por la policía, pero las cosas empezaron a mejorar a principios del siglo XXI. En las últimas décadas, la tolerancia y el respeto hacia las personas pertenecientes a la diversidad sexual ha aumentado de forma considerable en Manta, aunque instancias de discriminación persisten. Actualmente, personas LGBT organizan cada año numerosos eventos de visibilización, entre ellos una marcha del orgullo, que se realiza en la ciudad desde 2008, un festival de cine LGBT, certámenes de belleza y eventos deportivos.
Las poblaciones LGBT cuentan con protecciones contra la discriminación tanto a nivel nacional como local. Desde 2008, la Constitución de Ecuador prohíbe la discriminación por orientación sexual o identidad de género, mientras que en 2022, el concejo cantonal aprobó la Ordenanza para la Garantía de derechos de las personas de la Diversidad Sexo-genérica en el Cantón Manta, que recoge una serie de protecciones legales y reivindicaciones sociales de carácter histórico para las poblaciones pertenecientes a la diversidad sexual en la ciudad.

## Transporte

### Transporte aéreo
El Aeropuerto Internacional Eloy Alfaro une a Manta con Quito. Está ubicado a orillas de océano Pacífico en la ciudad de Manta, Ecuador. Por su ubicación estratégica, en la pista de este aeropuerto opera la Base Aérea Eloy Alfaro y la Estación Aeronaval Manta; y desde 1998 hasta 2009 acogió a una estación militar estadounidense. Además tiene un puerto que recibe bastante cantidad de turistas.

### Transporte terrestre

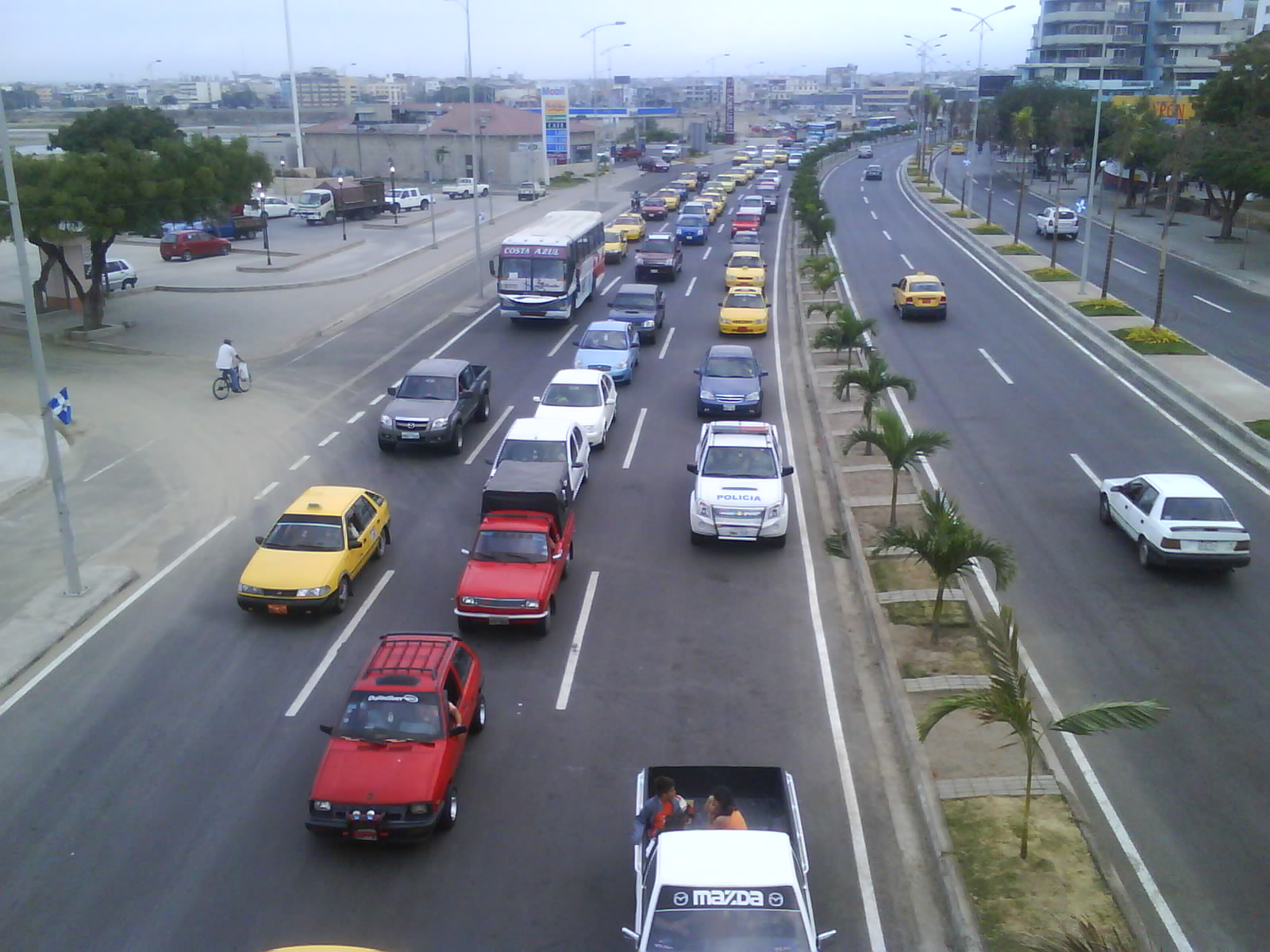
Tráfico en Manta.

La mayoría de las calles de la ciudad están asfaltadas principalmente al norte de la ciudad, el resto de calles son lastradas.

#### Avenidas importantes
- Malecón
- Flavio Reyes
- Puerto - Aeropuerto
- De la Cultura
- 4 de noviembre
- Circunvalación
- Interbarrial
- 108
- 113
- Aeropuerto
- 13
- 15
- 30
- 24
- 41

El Terminal de Manta es la principal estación de transporte terrestre de la ciudad de Manta, ubicada en la provincia de Manabí, Ecuador. Este terminal desempeña un papel clave en la conectividad de la región, ofreciendo rutas hacia destinos importantes como Quito, Guayaquil, Portoviejo, Bahía de Caráquez y otras ciudades de la Costa y Sierra ecuatoriana. Sus instalaciones cuentan con áreas de boleterías, espacios de espera cómodos, locales comerciales, servicios sanitarios y un sistema de seguridad para los viajeros. Además, el terminal es un punto estratégico para el turismo, permitiendo a los visitantes acceder a las playas de Manta, a su puerto marítimo y a otros atractivos de la provincia, consolidándola como uno de los destinos más importantes del país.

### Transporte marítimo
En el 2018, el movimiento portuario en Manta (APM) fue de 20 TEU ubicándose en el puesto 118 en la lista de actividad portuaria de América Latina y el Caribe.

## Cultura
Manta es además una ciudad reconocida por su Festival Internacional de Teatro, que se realiza en septiembre de cada año, donde participan grupos teatrales de Ecuador y el mundo, además del Encuentro Internacional «Manta por la Danza» que se realiza en junio de cada año; los festivales arriba mencionados son organizados por la Fundación Cultural «La Trinchera». Otro festival es el Encuentro Internacional de Culturas Nuestras Raíces, de carácter multidisciplinario, se alinea entre las actividades más sobresalientes a nivel artístico, es sede de «El Festival del Spondylus América Danza» que reúne grupos de danza folklórica de varios países. El actor ecuatoriano Carlos Valencia, invitado al festival de Cannes por su actuación en «Ratas Ratones y Rateros».
En octubre la ciudad conmemora el mes de las artes y la cultura, pero uno de los eventos con mayor celebración es la fiesta del comercio.
La ciudad de Manta es visitada por muchos turistas extranjeros quienes tienen mucho interés en aprender el español y conocer las costumbres locales. Son comunes en esta ciudad los programas de intercambio cultural y de idiomas, donde extranjeros vienen a aprender el idioma español a la vez que conocen la ciudad y el país.

### Festividades
- 29 de junio- 10 de agosto* San Pedro y San Pablo
- 24 de octubre * Fiesta del Comercio
- 4 de noviembre * Cantonización

### Universidades
- Universidad Laica «Eloy Alfaro» de Manabí

## Economía

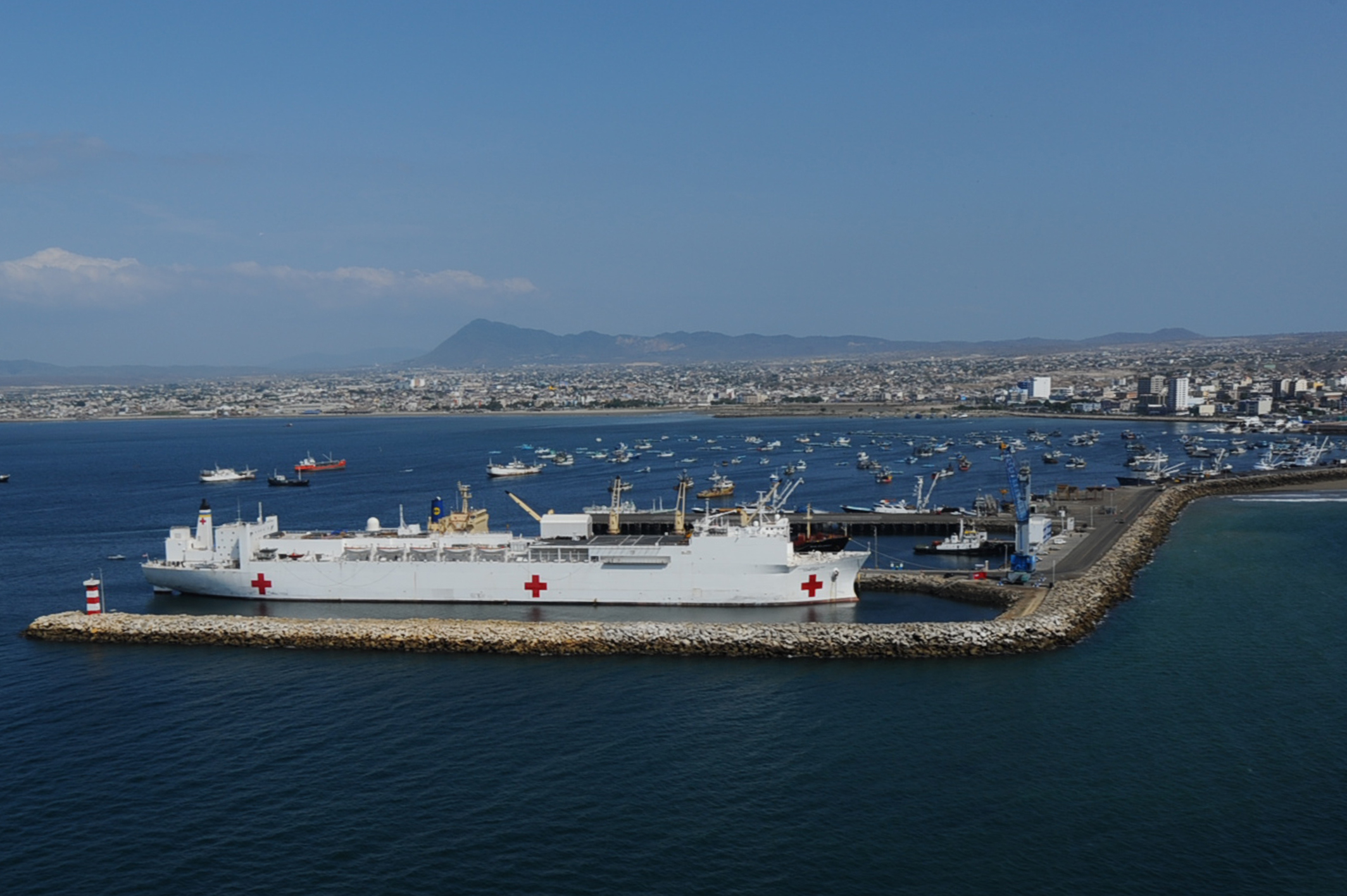
Vista del Puerto internacional.

Es uno de los puertos marítimos más importante del país, además, Manta es una de las ciudades económicamente más dinámicas debido a su desarrollada industria pesquera, donde sobresale la pesca del atún. También destacan empresas de aceites vegetales y maquiladoras.
De acuerdo con los balances del Banco Central del Ecuador, en el 2015 la provincia de Manabí aportó con 5.293’691.986 dólares al PIB. La ciudad de Manta, el puerto pesquero alcanzó 1.700’654.170 dólares junto al cantón contiguo Montecristi que sumó 508’077.069 dólares, la convierten en el eje económico de la provincia. Los sectores industrial y empresarial son importantes en el desarrollo de la provincia. La industria manufacturera es la que más aporta al producto nacional con el 31,3 %, según la agenda del Ministerio Coordinador de Producción, Empleo y Competitividad. La Fabril, una de las empresas con mayor producción del país tiene su planta industrial en Manta Otra de las fábricas de gran importancia en la provincia es Conservas Isabel.  Las empresas que aglutinan el mayor número de trabajadores manabitas son las atuneras Inepaca, Conservas Isabel, Seafman, Tecopesca y Marbelize. En ellas trabajan entre 800 y 1200 trabajadores. «diario el telégrafo»
Nueve de las 10 empresas más grandes de Manabí pertenecen al sector industrial y se ubican en los alrededores de Manta. Están entre las 200 compañías más grandes de Ecuador. La facturación anual del grupo de industrias es aproximadamente de 405 millones de $ al año.
El turismo es otro rubro importante en su desarrollo, gracias a lo localización en plena Ruta del Spondylus (carretera que une a ciudades y balnearios turísticos de la costa ecuatoriana). Hoteles importantes incluyen: Oro Verde, Mantahost, Cabañas Balandra, Hotel Poseidón, Hostería San Antonio y Los Almendros, Hotel Santa Fe, Hostal Alejandro Mar y el Hostal Paraíso en los Esteros. Además, encontramos, El Hotel Plata de Mar al frente del nuevo mercado de los Esteros, El Hostal Piazzolla en La cdla Las Colinas y El Hostal Francisco en centro de la ciudad. Por eso lo hace uno de los destinos preferidos para hospedarse con sus hermosos parques y malecones o centros comerciales

## Deportes

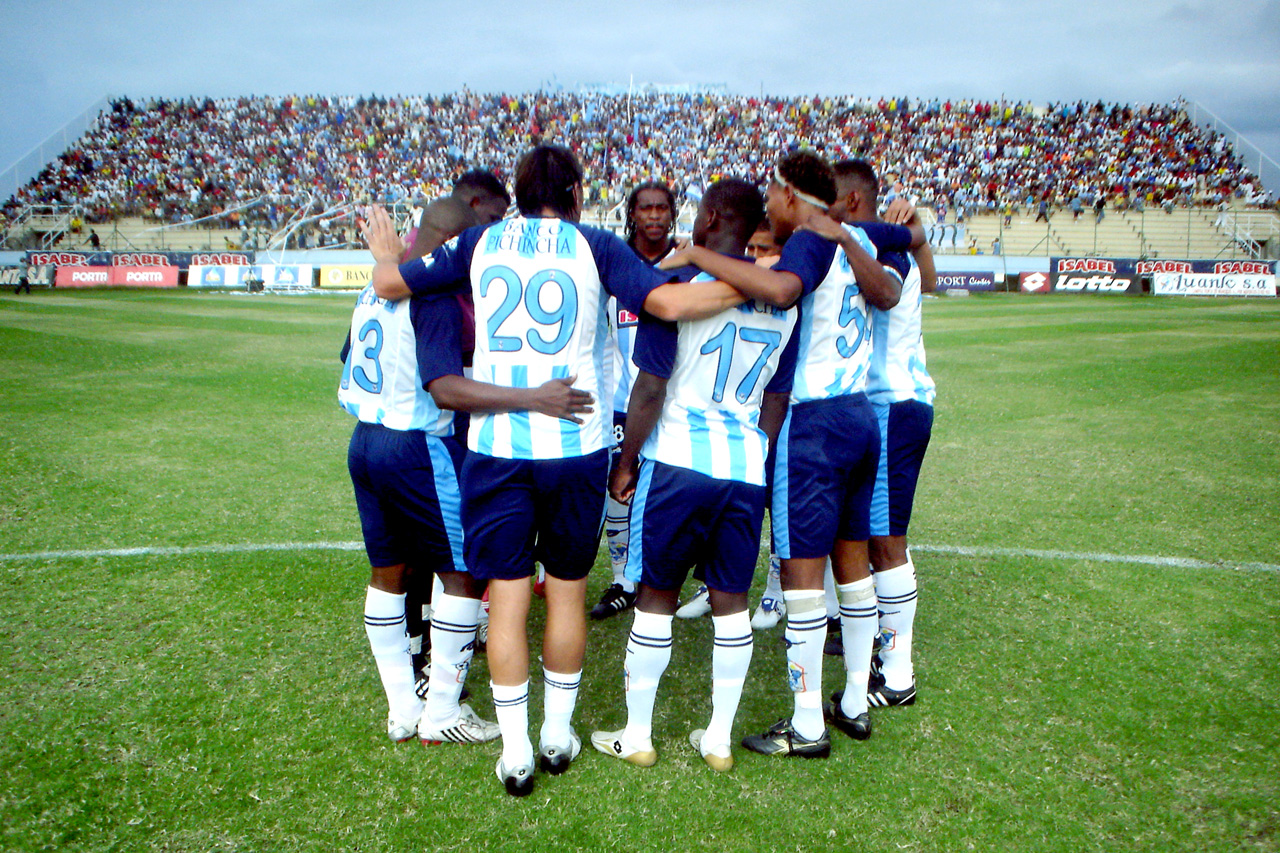
Jugadores del Manta F.C. en el Estadio Jocay.

En Manta se practican varios deportes entre los que destacan el fútbol y los deportes acuáticos. La Liga Deportiva Cantonal de Manta es el organismo rector del deporte en todo el Cantón Manta y por ende en la urbe se ejerce su autoridad de control. El deporte más popular en la ciudad, al igual que en todo el país, es el fútbol, siendo el deporte con mayor convocatoria. Actualmente existen dos equipos de Manta en el fútbol ecuatoriano: el popular DELFIN SPORTING CLUB, en la primera A; y, el Manta Fútbol Club en la Primera B. El Delfín SC es el primer equipo Manabita y Mantense en ganar un campeonato nacional, lo consiguió el 15 de diciembre de 2019 frente al Rey de Copas Ecuatoriano LDUQ.
Los deportes acuáticos practicados en esta ciudad incluyen el surf (Manta fue sede del mundial de Bodyboarding en el 2004), buceo, esquí acuático, kiteboarding y kitesurf.
Es sede del IRONMAN 70.3 Ecuador.

## Ciudades Hermanadas
- Acapulco, México
- Long Beach, California, EUA
- Vladivostok, Rusia[30]